# Nguyễn Phúc Phương Minh
Nguyễn Phương Minh(15 tháng 1 năm 1949 – 19 tháng 11 năm 2012) là con gái của cựu hoàng Bảo Đại, Hoàng đế cuối cùng của Việt Nam và bà Lê Thị Phi Ánh.

## Tiểu sử
Nguyễn Phúc Phương Minh sinh năm 1949 khi cha bà đã thoái vị. Năm 1953, khi Cựu hoàng sang Pháp, bà Phi Ánh đem hai con về sinh sống trong một biệt thự trên đường Phùng Khắc Khoan tại Sài Gòn.
Năm 1955, Thủ tướng Ngô Đình Diệm lập ủy ban trưng cầu dân ý truất phế Quốc Trưởng Bảo Đại, và trở thành quốc trưởng. Sau ngày đó, nhiều biệt thự ở Sài Gòn, Đà Lạt và Pháp của bà Phi Ánh đều bị tịch thu, bà và người nhà phải ra khỏi nhà sống nay đây mai đó, ở nhà thuê. Bà và mẹ là Phi Ánh phải trốn sang ở nhờ nhà dì là bà Phi Hoa (vợ ông cựu Thủ Hiến Trung Phần Phan Văn Giáo).
Năm 1969 bà kết hôn với Johns Trần Sỹ Hiệp (sinh 1945) tại Sài Gòn và lập nghiệp ở Pháp, rồi ly dị, không có con. Trước tháng 4 năm 1975 về Sài Gòn thăm thân mẫu và bị kẹt lại đây.
Năm 1978, người chồng sau của bà Phi Ánh vượt biên sang Mỹ thành công, gửi giấy bảo lãnh về, nhưng lúc ấy em bà là Bảo Ân đã có gia đình, không đủ điều kiện ra đi. Trong khi chờ đợi đi Mỹ, bà Phi Ánh mắc bệnh ung thư và qua đời năm 1984. Năm 1985, bà Minh và các con riêng của bà Phi Ánh đi định cư và lập nghiệp ở Hoa Kỳ.
Sau khi chuyển đến Hoa Kỳ sống, bà có lấy một người chồng tên là Vũ Cát Thành năm 2004 cho đến khi bà qua đời vào năm 2012, ở tuổi 63.